# عشرة الفجر

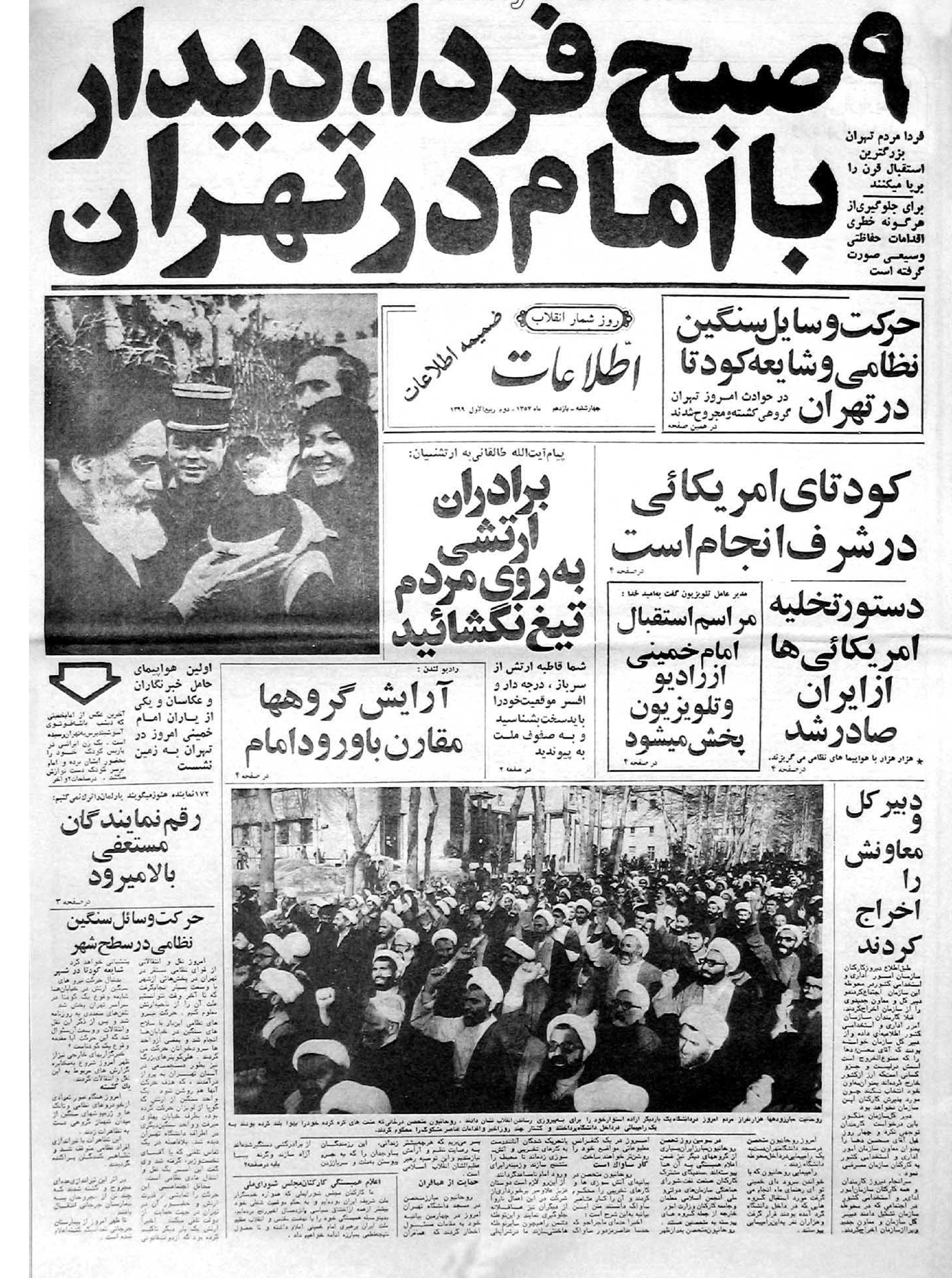
عنوان صحيفة اطلاعات الإيرانية يوم واحد قبل دخول الخميني إلى طهران:

عشرة الفجر (بالفارسية: دهه فجر) هي عنوان يطلق على الأيام العشرة التي تحتفل في إيران بمناسبة ذكري عودة روح الله الخميني من فرنسا إلى إيران والذي أدّى إلى انتصار الثورة الاسلامية في عام 1979. هذه العشرة من 1 إلي 11 فبراير وتحتفل كل عام في إيران كاحتفال وطني. يبدأ العشرة بذكري عودة روح الله الخميني إلى إيران وتنتهي بانتصار الثورة الإسلامية في إيران الذي يُسمّي بيوم انتصار الثورة الاسلامية أو 22 بهمن.

## التسمية
سميت هذه الأيام العشرة ب«عشرة الفجر» لأنها تعتبر بداية عصر جديد في تاريخ إيران وتشير إلي الأيام العشرة التي بدأت بورود سيد روح الله الخميني القائد الفقيد للثورة الإسلامية إلي إيران وانتهت بانتصار الثورة الاسلامية في إيران.

## أحداث فبراير 1979

### 1 فبراير
في الأول من فبراير 1979 عاد سيد روح الخميني بعد 14 عاما إلى طهران حيث نفاه محمد رضا بهلوي والذي كان شاه إيران يوم الثالث من التشرين الثاني عام 1964 م، أولاً إلى مدينة أنقرة (تركيا)، ومن ثم إلى مدينة بورصا التركية، حيث قامت قوات الأمن الإيراني والتركي المكلّفة بمراقبته، بمنعه من ممارسة أي نشاط سياسي أو اجتماعي، ثم في سبتمبر 1965 للعراق وأخيرا في 6 أكتوبر 1973 لفرنسا.
حيث ذهب عدة ملايين من الناس إلى مطار مهرآباد الدولي لاستقبال الخميني. ثم ذهب الخميني إلى مقبرة جنة الزهراء وألقي محاضرة للناس. وصرّح الخميني في محاضرته أن حكومة شابور بختيار غير قانوني وقال: «سأشكّل الحكومة! سأشكّل الحكومة بمؤازرة الشعب».

### 5 فبراير
اختار سيد روح الله الخميني في هذا اليوم مهدي بازركان كرئيس الوزراء للحكومة الانتقالية.

### 8 فبراير
وفي الثامن من فبراير عام 1979م قام عدد من ضباط القوة الجوية الإيرانية بزيارة سيد روح الله الخميني في مقر إقامته في مدرسة علوي في طهران وأعلنوا عن ولائهم التام له وللثورة الإسلامية.

### 9 فبراير
في اليوم التاسع من فبراير انتفض الطيارون في أهمّ قاعدة جوية في طهران، فأرسلت قوة من الحرس الإمبراطوري لمواجهتهم وقمعهم، فانضم الناس إلي صفوف الثوار لدعمهم ومساندتهم.

### 10 فبراير
وفي العاشر من فبراير كان معظم مراكز الشرطة ومؤسسات الدولة قد سقطت الواحدة تلو الآخرى بأيدي الجماهير. وفي بيان عسكري له أعلن القائد العسكري لعاصمة طهران عن تمديد ساعات منع التجوال إلى الساعة الرابعة بعد الظهر. وتزامناً مع ذلك عقد شابور بختيار اجتماعاً طارئاً لمجلس الأمن الدَولي وأصدر أوامره بالقيام بالانقلاب العسكري الذي أعد له سلفاً بالتنسيق مع الجنرال هايزر. من جانب آخر اصدر الخميني بياناً دعا فيه أبناء طهران ـ وبدافع إحباط المؤامرة المبيّتة ـ للنزول إلى الشوارع وإلغاء قرار منع التجوال بشكل عملي. فاندفعت الجماهير إلي الشوارع، وشرعت بإعداد الخنادق. وما إن خرجت الدبابات والقوات العسكرية المكلفة بتنفيذ الانقلاب من معسكراتها، حتى سيطرت الجماهير عليها ومنعتها من مواصلة مسيرها. ففشل الانقلاب منذ ساعاته الأولى، وبذلك سقط آخر معاقل النظام الملكي.

### 11 فبراير
في 11 فبراير أعلن كبار القادة العسكريين بأنهم كانوا على الحياد في الصراع بين حكومة بختيار والثوار وبالتالي فإنهم تراجعوا من الشوارع.

### 12 فبراير
في 12 فبراير استقال شابور بختيار من منصب رئاسة الوزراء وذهب إلى باريس واكتسبت الثوار انتصارا في هذا اليوم وسمّي هذا اليوم بيوم انتصار الثورة الاسلامية في إيران.

## احتفالات عشرة فجر
هذا المراسم انطلقت صباح يوم 12 فبراير باحتفال بهيج أقيم عند مرقد روح الله الخميني، بمشاركة أبناء الشعب الإيراني وعوائل الشهداء وجرحى الحرب وعدد من المسؤولين في الجمهورية الإسلامية الإيرانية، تخليداً لذكرى عودة مفجر الثورة الإسلامية سنة 1979م إلى أرض الوطن.
و بدأت المراسم في الساعة التاسعة و 33 دقيقة صباح، اللحظة التي وطأت أقدام الخميني الراحل أرض الوطن في الأول من شباط عام 1979، حيث حظيت المراسم بحضور من قبل الجماهير وأسر الشهداء والمضحين والأحرار والمعاقين وكبار المسؤولين المدنيين والعسكريين وسائر الشخصيات البارزة في النظام.
وبدأت المراسم بتلاوة معطرة من القرآن الكريم اعقبه عزف النشيد الوطني لإيران واقيم استعراض عسكري شاركت فيه مختلف وحدات القوات المسلحة إضافة إلى تحليق الطائرات التي نثرت الزهور على طول الطريق الذي سلكه الإمام من مطار طهران إلى مقبرة جنة الزهراء جنوب العاصمة طهران.
كما شهدت مختلف المدن والمحافظات في شتى أرجاء إيران مراسم مماثلة شارك فيها الشعب الإيراني احتفاء بهذه الذكرى التي يحتفل فيها الشعب الإيراني في كل عام تخليدا لذكرى عودة روح الله الخميني إلى أرض الوطن.

## الوصلات الخارجية
- شاهد بالفيديو لحظة وصول روح الله الخميني إلى طهران 1-2-1979

## معرض الصور

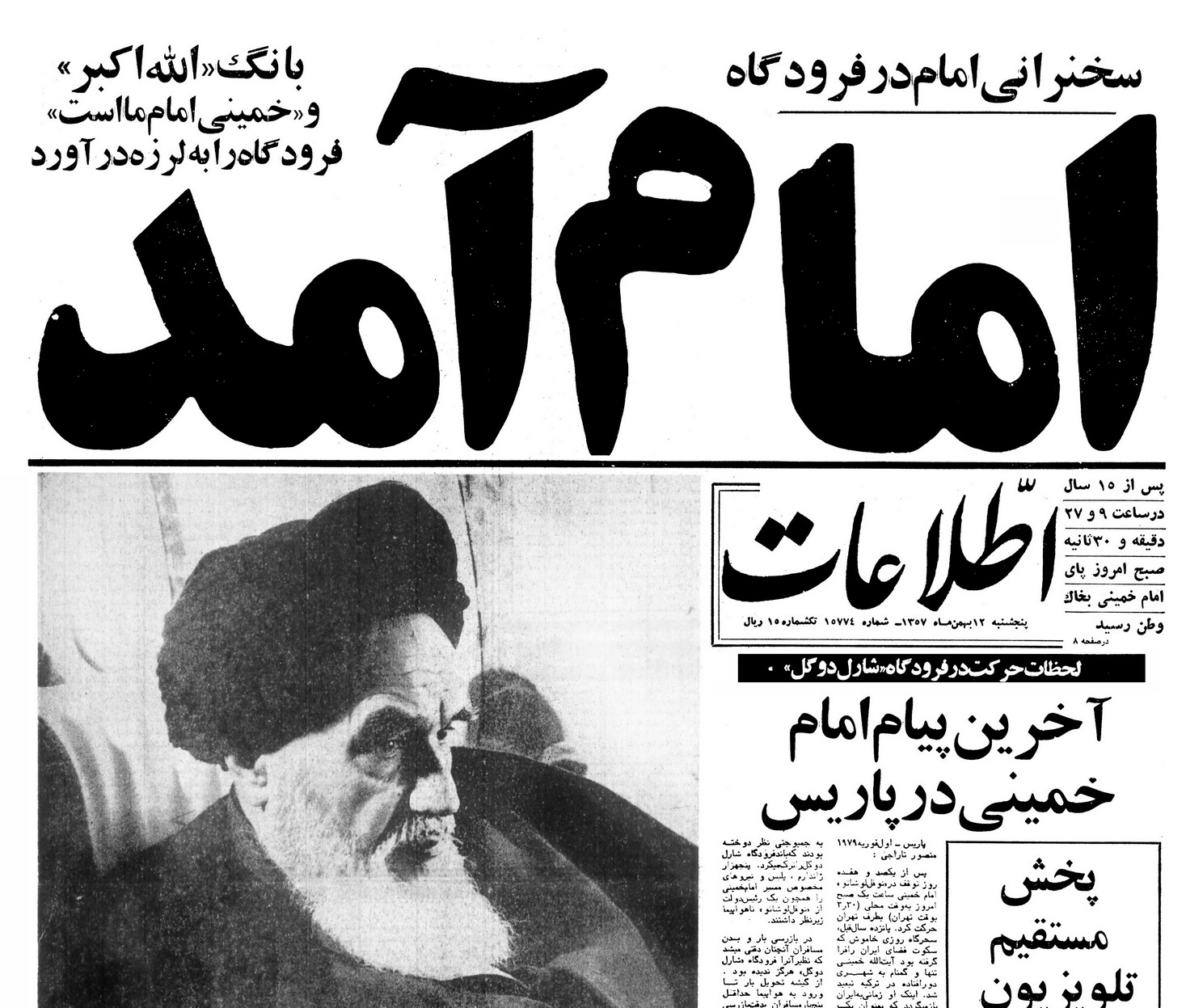
عنوان صحيفة "اطلاعات" في عشرة الفجر عام 1979: جاء الإمام.
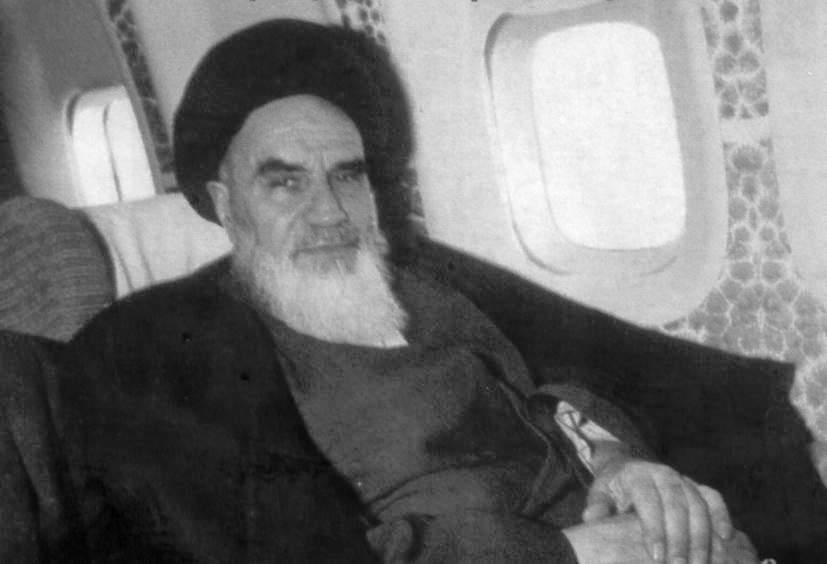
سيد روح الله الخميني في الطائرة.
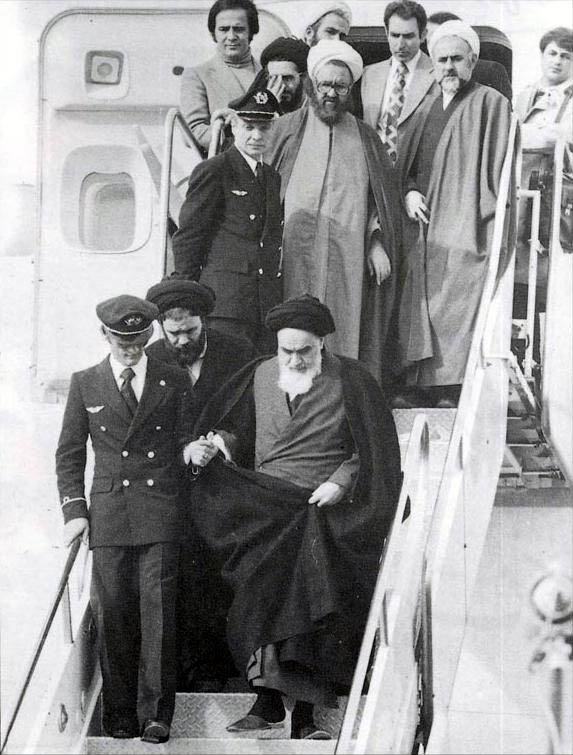
لحظة نزول الخميني من الطائرة الفرنسية في 1 فبراير عام 1979.
لحظة نزول الخميني من الطائرة الفرنسية في 1 فبراير عام 1979.
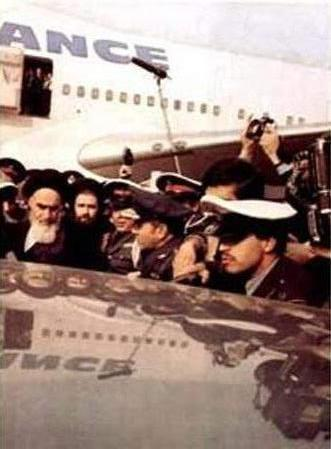
سيد روح الله الخميني في المطار بعد نزوله من الطائرة.
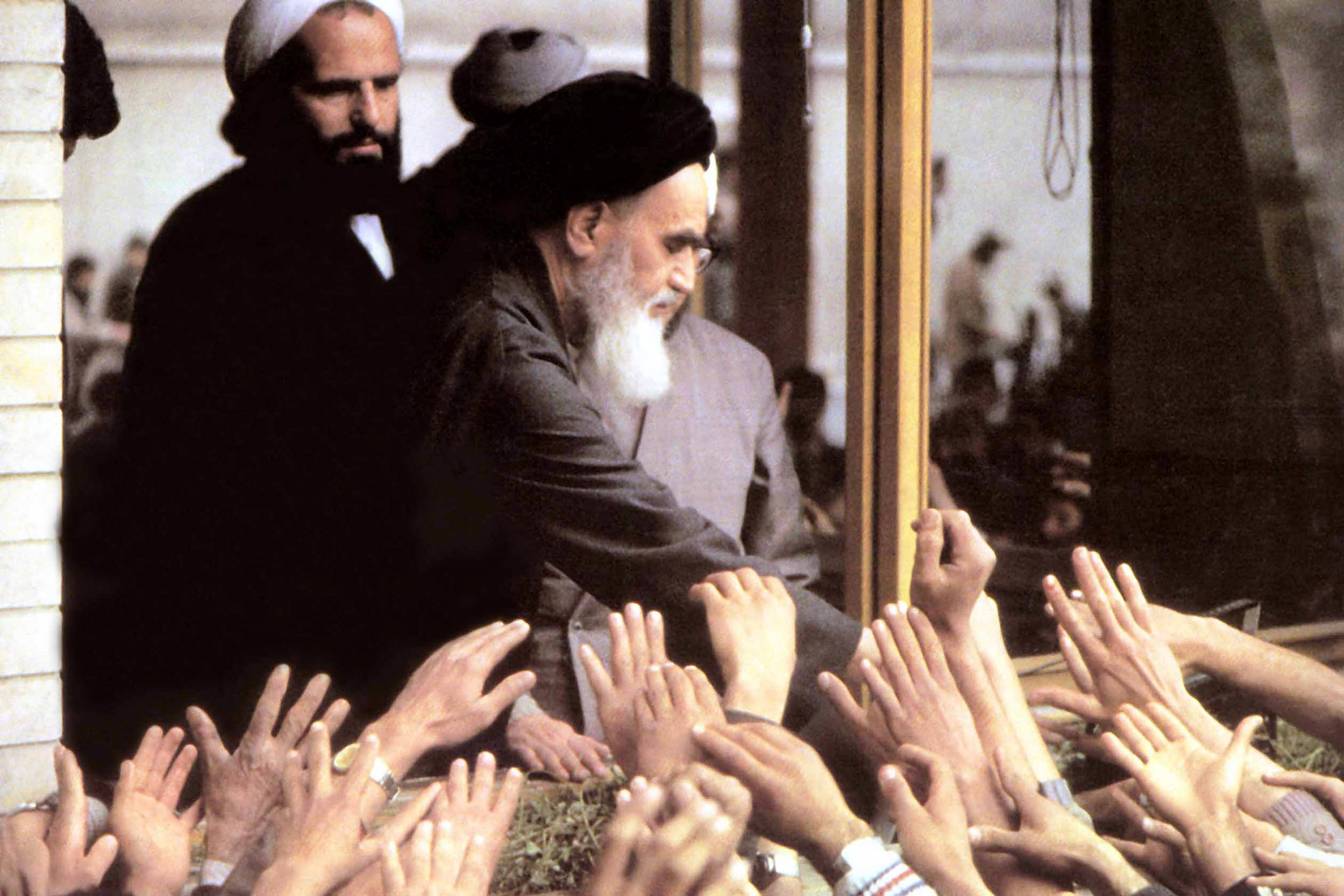
سيد روح الله الخميني في مدرسة رفاه بطهران.
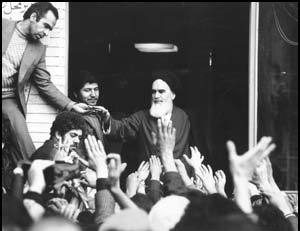
لقاء الخميني مع الشعب في عشرة الفجر.
أبو الحسن بني صدر والصحفية الإيطالية أوريانا فالاسي إلي جانب سيد روح الله الخميني.
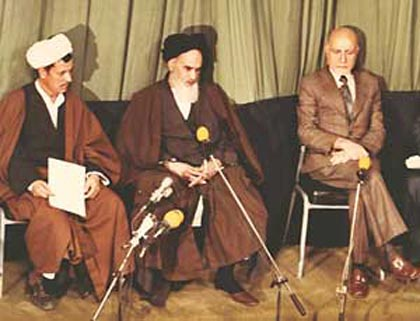
مهندس مهدي بازركان إلي جانب سيد روح الله الخميني وعلي أكبر هاشمي رفسنجاني.
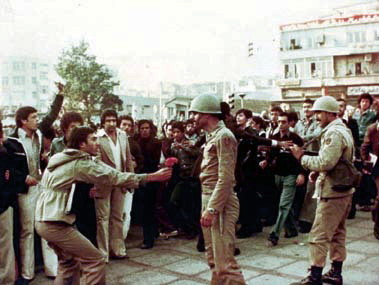
الناس يعطون الزهور لجنود نظام الشاه ليعتبروا الجنود أبناء الشعب والثورة وليس أبناء النظام الملكي.
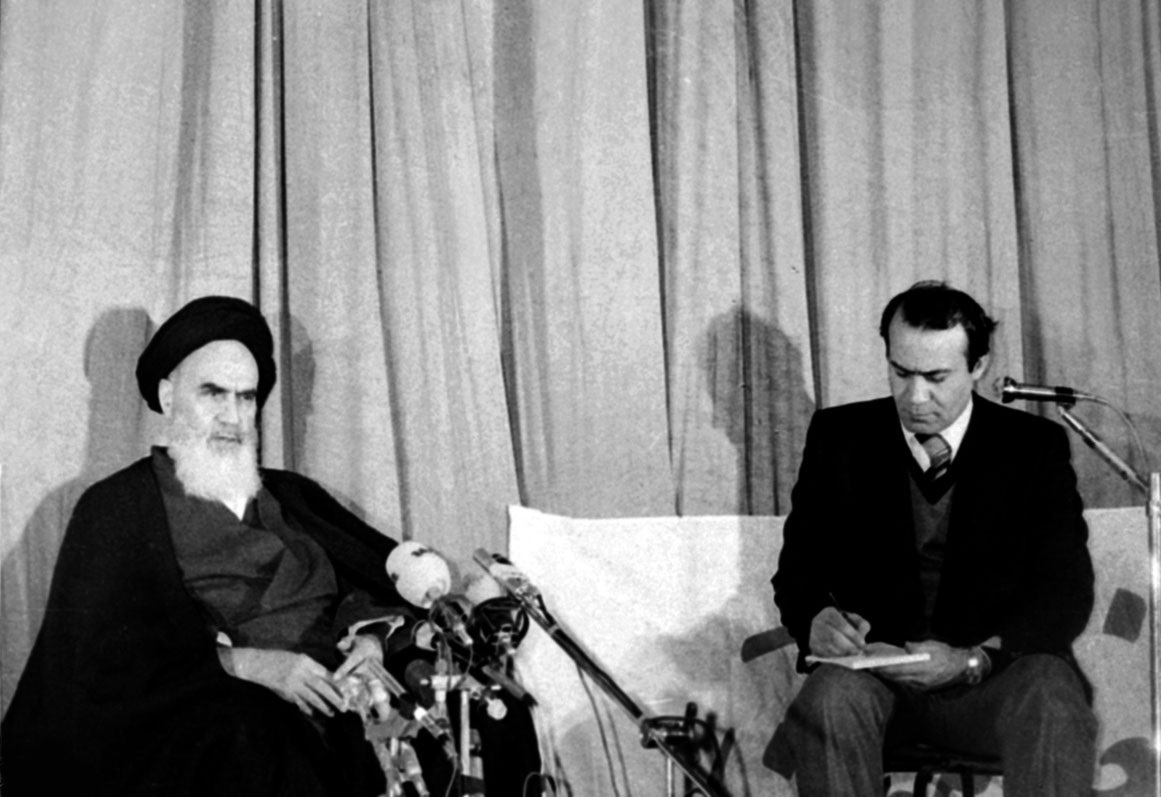
روح الله الخميني وصادق قطب زاده - خطاب في قاعة مدرسة علوي - 2 فبراير 1979.